# (17546) Osadakentaro
(17546) Osadakentaro est un astéroïde de la ceinture principale.

## Description
(17546) Osadakentaro est un astéroïde de la ceinture principale. Il fut découvert le 19 septembre 1993 à Kitami par Kin Endate et Kazuro Watanabe. Il présente une orbite caractérisée par un demi-grand axe de 2,21 UA, une excentricité de 0,13 et une inclinaison de 4,6° par rapport à l'écliptique.

## Compléments